# Veronika Wallinger
Veronika Wallinger-Stallmaier, avstrijska alpska smučarka, * 30. julij 1966, Sankt Koloman.
Svoj največji uspeh kariere je dosegla na Olimpijskih igrah 1992, kjer je osvojila bronasto medaljo v smuku. V svetovnem pokalu je tekmovala devet sezon med letoma 1983 in 1992 ter dosegla šest uvrstitev na stopničke. V skupnem seštevku svetovnega pokala se je najvišje uvrstila na trinajsto mesto leta 1991, leta 1988 je bila četrta v smukaškem seštevku. 